# تامیرس
تامیرس کاسیا دیاس دی بریتو ( زاده ۱۰ اکتبر ۱۹۸۷) که معمولاً با نام تامیرس شناخته می‌شود، یک فوتبالیست حرفه‌ای برزیلی است که در پست دفاع چپ برای کورینتیانس و تیم ملی برزیل بازی می‌کند. او در دوره های ۲۰۱۵ و  ۲۰۱۹ جام جهانی فوتبال زنان و همچنین در بازی های المپیک ۲۰۱۶ شرکت کرده است.

## مسابقات باشگاهی
در سال ۲۰۰۸، تامیرس ۱۰ بار در لیگ زنان آمریکا برای شارلوت لیدی ایگلز بازی کرد، جایی که به او لقب "تام-تام" داده شد.  او در سال ۲۰۱۳ پس از بازی در سایر تیم های برزیلی از جمله سانتوس به سنترو المپیکو پیوست.  او در تابستان ۲۰۱۵ با انتقال به باشگاه فورتونا هیورینگ دانمارکی الیت‌دیویژنن موافقت کرد و به این باشگاه رفت. 
در ژوئن ۲۰۱۹، او با کورینتیانس قراردادی یک ساله به توافق رسید. تامیرس در این باشگاه پیراهن شماره ۳۷ را به تن کرد.

## مسابقات بین المللی

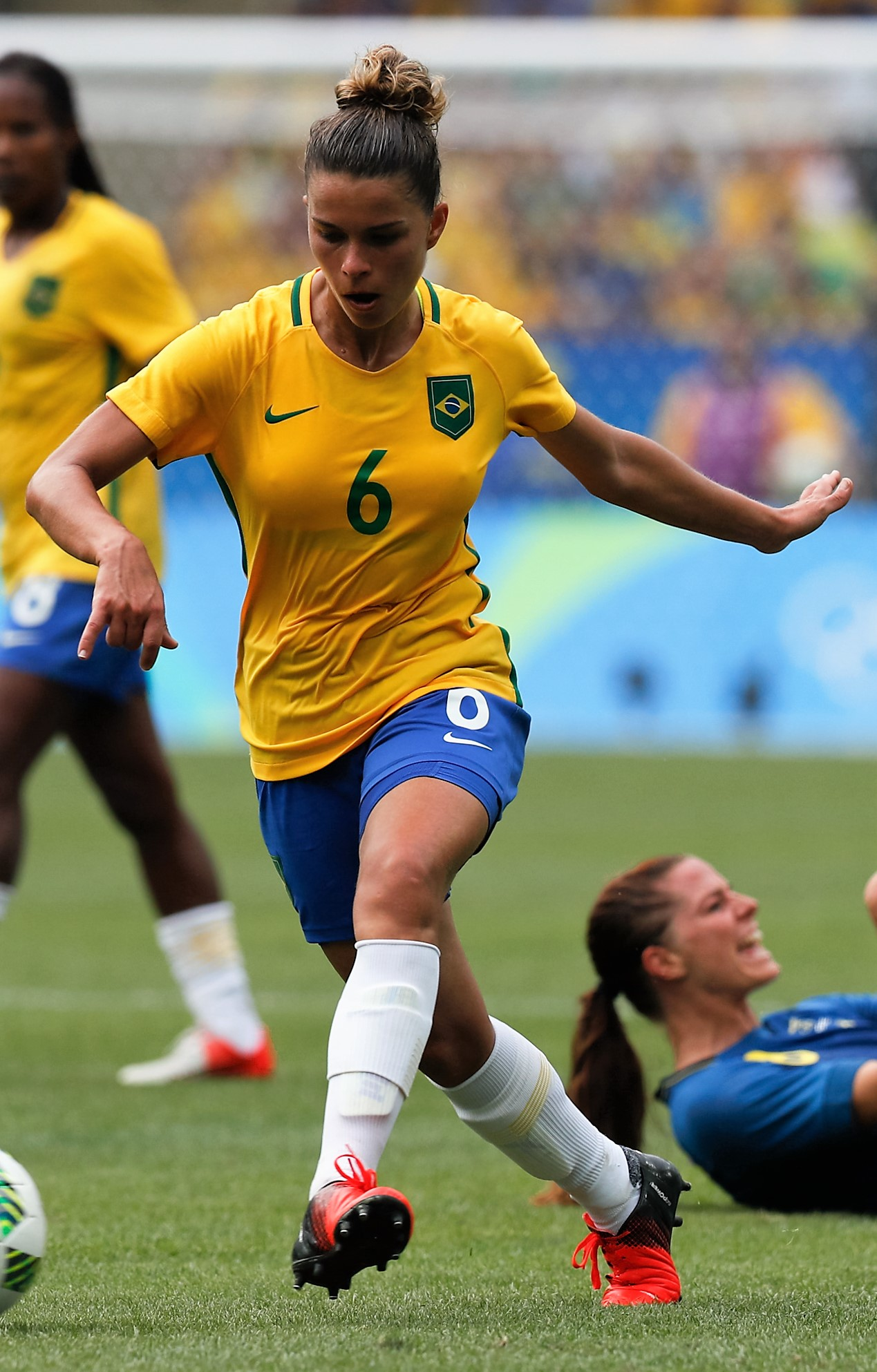
تامیرس در المپیک ۲۰۱۶

تامیرس برای تیم منتخب سائوپائولو بازی کرده است که نماینده کشور برزیل در جام صلح ملکه ۲۰۰۶ بود.  او اولین بازی خود را برای بزرگسالان تیم ملی در سپتامبر ۲۰۱۳، در برابر نیوزیلند در جام والیس زنان ۲۰۱۳  انجام داد. در بازی بعدی برزیل، او اولین گل تیم ملی خود را در پیروزی ۴–۰ مقابل مکزیک به ثمر رساند. 
تامیرز در بازی‌های المپیک تابستانی ۲۰۱۶، اولین بازی‌ خود را در المپیک انجام داد.  او در جام جهانی فوتبال زنان ۲۰۱۹ فرانسه، به عنوان مدافع چپ انتخاب اول تیم ملی باقی ماند.  او صدمین بازی ملی خود را در ۱۲ دسامبر ۲۰۱۹ مقابل مکزیک انجام داد. 

## زندگی شخصی
تامیرس از سزار بریتو یک پسر به نام برناردو دارد.   او در حال حاضر با خواننده با نام گابی فرناندز در رابطه است. 